# ساداتمحلة (أبعلي)
ساداتمحلة (بالفارسية: ساداتمحله) هي قرية تقع في إيران في قسم أبعلي الريفي. يقدر عدد سكانها بـ 1,396 نسمة .